# Boaco (Stadt)
Boaco ist die Hauptstadt des Departamentos Boaco des mittelamerikanischen Staates Nicaragua.

## Topografie
Die Stadt ist umgeben von Bergen und hat eine Ober- und eine Unterstadt, weshalb sie auch Stadt der zwei Etagen genannt wird.

## Geschichte
Auf Sumo bedeutet Boa oder Boaj Zauberer und das Suffix "o" steht für Ort, Stadt.
Auf der Flucht vor Pedro Arias Dávila kamen zu Beginn der Kolonialzeit Boacs und andere Nahuatl nach Boaco.

## Boaco Viejo
Boaco Viejo befand sich etwa fünf Leguas (20 Kilometer) östlich des heutigen Boaco. Von der ursprünglichen Bevölkerung wurden bisher keine Reste gefunden. In einem Brief vom 30. März 1529 vom Alcalde Mayor (Gouverneur) von Nicaragua aus León (Nicaragua), Lic. Francisco de Castañeda an Karl V. und in Briefen des Corregidor von Sébaco und Chontales von 1725 wurde die Bezeichnung Boaco verwendet. In diesen Schreiben wurde vom ersten Boaco am Ufer des Río Murra berichtet. Matias de Oropesa beschreibt 1727 Boaco als zwei bis drei Leguas vom Río Murra entfernt. Anfang 1529, erreichte Andrés de Garabito, mit einer 50 Mann starken Goldsucherexpedition, San Andrés. Garabito war der erste Spanier in Boaco. Die Boajs werden als Flussnomaden des Río Murra, einem Nebenfluss des Río Grande de Matagalpa beschrieben. An einem Nebenfluss des Río Murra gründeten sie zwischen 1680 und 1682 Boaco Viejo. Die Bewohner von Boaco Viejo überfielen Bewohner der umliegenden Berge, bei einer dieser Razzien nahmen sie 1749 etwa 100 Indigene gefangen und brachten sie nach Granada (Nicaragua). Am 22. Dezember 1749, wurde Boaco Viejo von Chimarones angegriffen, zerstört und fast alle Bewohner einschließlich des Priesters, Pbro. Antonio de Cáceres getötet.

## Boaquito
Die Überlebenden ließen sich 1750 am Río Malacatoya nieder und gründeten Boaquito, mit sechzig Häusern einem Cabildo de Españoles einem Cabildo de Indos und einem Staatsanwalt. Am Abend des 2. April 1752 besuchte der Bischof der Diözese Nicaragua Lic. Fray Pedro Agustín Morel de Santa Cruz bei einer Reise durch seine Diözese Boaquito. Er hielt fest, dass die Stadt Santiago als Schutzheiligen hat, 140 Familien mit je 5 Personen pro Familie dort leben, 712 Mal Beichte und Kommunion erteilt wurden; die Gemeinde befände sich eine Legua von Teustepe entfernt auf einer ergiebigen Ebene, jedoch würden Steine, Sumpf und Spinnen die Arbeit erschwerten. Das, vor allem in der fruchtbaren Regenzeit, sumpfige Gelände, der unfruchtbare steinige Boden und der Ausbruch der Cholera führten dazu, dass die Stadt in ihre heute Lage umgesiedelt wurde, diese machte Boaco durch ihre Berglage zu einer natürlichen Festung gegen Einfälle.

## Títulos Reales de las tierras de Boaco
Die Bevölkerung floh vor Malaria und Trockenheit von Orten, wo die Spinnen regierten, die Verlagerung dauerte von 1751 bis 1770. Im November 1764 stellten die Vorstände des Cabildo de Españoles und des Cabildo de Indios von Santiago de Boaco dem Corregidor und Capitán Aguerra, von Sébaco und Chontales, Justo Buenaventura Morales, eine ausführliche Denkschrift über die Leiden und Entbehrungen, welche die Bürger von Boaco erlitten hatten vor. In dieser Darstellung wird auf die Verbrennung der Títulos Reales de las tierras de Boaco Bezug genommen, welche der spanische Encomendero, Jerónimo Vásquez aufbewahrte. Diese beinhalteten die Landtitel und die entsprechenden Steuern des Herrn Pedro de Abaunsia, Hörer der Real Audiencia de Guatemala. Diesen sandte der öffentliche Schreiber Bernabé Renffel nach Teustepe. Damit die Belege von den Autoritäten von Boaco empfangen würden. Eine Kommission wurde am 5. November 1764 eingesetzt. An diesem Tag wurden die ersten Erklärungen, welche von zahlreichen Zeugen bekundet wurden, entgegengenommen. Die Einleitung der Kommission erfolgte am 5. November von 1764. Am selben Tag erhielt sie dir ersten Erklärungen von mehreren Zeugen. Als Ersatz für den Notar José Benito Santillán und Eusebio Somoza. Ausgesagt hatten an diesem Tag: Juan José Calero, Antonio Alvarado, Alférez Adriano Jarquín, Victorio Miranda, Sargento Antonio Torrealba y Villagra, Lucas Mendoza und Manuel de Luna. Die Beweise wurden dem Fiscal de Tierras de su Majestad en Guatemala vorgelegt, welcher sie am 14. Januar 1765 anerkannte. Die Neuausstellung der Landtitel für Santiago de Boaco wurde am 23. Januar 1766 bei der Visite von Domingo López de Urrelo, Caballero de la Orden de Calatrava, Oidor, Alcalde de Corte und Subdelegado Principal del Real Derecho de Tierras vorgenommen. Carlos III. erteilte am 1. Februar 1775, den neuen Titel, welcher seither im Rathaus von Boaco lag.
1778 besuchte Bischof Lorenzo de Tristán den Ort Boaco und ordnete den Bau einer Kirche an, welche 1811 eingeweiht wurde. Bischof Tristan hatte die Kathedrale von Leon und einige Kirchen in Costa Rica angeordnet. Das kostbare Holz für den Kirchenbau holten Ochsen aus den Wäldern von Teustepe.
Bei seinem Besuch in Boaco machte Bischof Lorenzo de Tristán, Carlos Matías Ignacio José Antonio Yarrince zum Katecheten. 1845 hatte Boaco eine Kirche, eine Escuela Urbana, eine Plaza, ein Adressbuch zur Meldepflicht, eine Militärbehörde, Landschulen in Sacal und San Buenaventura.
Boaco hatte ein großes Wachstum, die älteste und wichtigste Stadt von Chontales war damals Teustepe (Land der Kaninchen). Die Hauptstadt von Chontales war Acoyapa (Biegung des Flusses) Juigalpa ist ein zweitrangiger Ort und Teustepe ist bevölkert von ruhesuchenden Reisenden, welche in den Norden Nicaraguas, ins Zentrum von Chontales und an die Atlantikküste fahren. An diese Zeit erinnert ein Weg von Teustepe nach Sébaco.
1776 wurden die Verwaltungsbezirke von Nicaragua entsprechend der Reform von Carlos III. neu aufgeteilt. Das Gebiet des heutigen Nicaraguas wurde in fünf Verwaltungsbezirke aufgeteilt: León, Matagalpa, El Realejo, Sutiaba und Nicoya. Boaco gehörte damals zu Nicoya.
Männer in Boaco gingen in den Dienst von Wohlhabenden und zogen mit ihren Frauen und Kindern auf deren Güter. Dies erschwerte das Eintreiben der königlichen Tributes von 16 Reales jährlich. Der königliche Tributeintreiber Patricio de la Cerda verlangte 1801 einen Aufschlag auf den Tribut und drängte so viele Bewohner von Boaco zum Wohnsitzwechsel in die Berge. 1805 bei einer Audienz des Öffentlichkeitsministeriums und des Staatsanwaltes Dr. Ibáñez wurde eine Anordnung an den Subdelegado Cerda gegeben, solche Praktiken in Zukunft zu unterlassen, damit die Bevölkerung wieder an ihre Wohnorte zurückkehren würde. Ab 1821 gehörte Boaco zum Departamento Chontales.
Am 4. Februar 1910, erließ die Regierung von José Madriz ein Gesetz, welches von Chontales das Departamento Jerez mit Boaco als Hauptstadt abtrennte, was ohne Folgen blieb. Am 18. Juli 1935 erließ die Regierung von Juan Bautista Sacasa ein Gesetz, welches das Departamento de Boaco gründete.

## Museen
- Museo Municipal
- Museo Antropológico Arturo Javier Suárez Miranda
- Museo privado del Dr. Armando Incer Barquero[2]

## Kirchen
Für die Oberstadt besteht die Santiago de los Caballeros Gemeindekirche, die in der Mitte des 19. Jahrhunderts gebaut wurde. Bei ihr befindet sich der Parque Central, welcher nach dem Priester Paulino José Nieborowski benannt ist. 1944 wurde das Colegio Nieborowski gegründet, welches der Priester Paulino Antonio Tobar Velasco leitete, sein Nachfolger war Paulino José Nieborowski. In der Unterstadt befindet sich die Iglesia del Socorro, welche im russisch-orthodoxen Stil in den 1980ern gebaut wurde.

## Wirtschaft
In der Stadt werden Käse, Sättel und Lederstiefel hergestellt.